# Bernadette Bourzai
Bernadette Bourzai, née le 28 mai 1945 dans une famille ouvrière du canton de Lapleau en Corrèze, est une femme politique française membre du Parti socialiste depuis 1972.

## Parcours politique
Agrégée de géographie, elle est membre du conseil national du PS, de 1989 à 2004.
Depuis 1983, elle est conseillère municipale d'Égletons dont elle devient maire en 2001. De 1994 à 2004, elle est conseillère générale du canton d'Égletons.
De 1986 à son élection à la fonction de maire en 2001, elle est conseillère régionale du Limousin. Elle en est vice-présidente de 1992 à 2001, chargée du tourisme et de la coopération décentralisée.
Le 13 juin 2004, elle devient députée européenne.
Elle est candidate du Parti Socialiste aux élections législatives dans la 3e circonscription de la Corrèze (Ussel) en 1993 (battue par Jacques Chirac), 1997 et 2002 (battue ces deux fois par Jean-Pierre Dupont)
Le 9 mars 2008, elle perd les élections municipales d'Egletons face à Michel Paillassou. Le 21 septembre 2008, dans un "ticket" avec René Teulade, premier vice-président du Conseil général et maire d'Argentat, Bernadette Bourzai est élue sénatrice de la Corrèze (son suppléant est Arnaud Collignon, maire de Chanac-les-Mines). Elle quitte alors le Parlement européen. Spécialiste des questions européennes, agricoles et structurelles, elle siège au sein de la Commission des affaires européennes de la Haute assemblée.
Elle ne brigue pas de second mandat lors des élections sénatoriales de septembre 2014.